# ブジェジンカ
ブジェジンカ（Brzezinka）は、ポーランド南部、クラクフから約60キロメートルにある広大な湿地帯からなる小さな村。ドイツ語名アウシュヴィッツで知られるオシフィエンチムに隣接。ナチス・ドイツ占領時の1941年にアウシュヴィッツ第二強制収容所が建設。ビルケナウと呼ばれた。
現在、強制収容所跡地はポーランド国立オシフィエンチム博物館として当時のままの建物を残し一般公開されている。周辺は森に囲まれ、農家が点在している。